# Else Lehmann

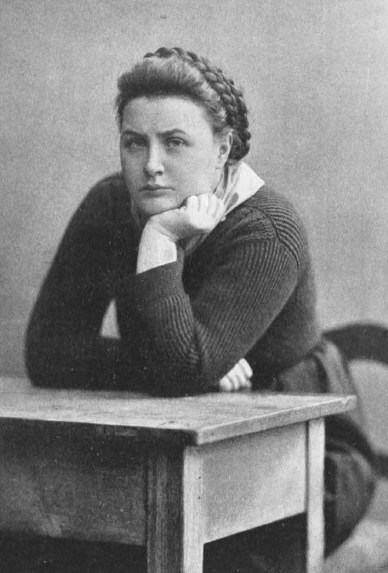
Else Lehmann.

Else Lehmann, född 27 juni 1866, död 6 mars 1940, var en tysk skådespelerska.
Lehmann gjorde sig tidig känd på Berlins lustspelscener och var 1888-1904 anställd vid Deutsches Theater, där hon utvecklades till naturalismens stora skådespelerska på tysk scen, en rangställning som hån från 1904 en följd av år med glans försvarade på Lessing Theater. Bland hennes roller märks Lona Hessel i  Henrik Ibsens Samhällets stöttepelare, Regina i Ibsens Gengångare, Ella Rentheim i Ibsens John Gabriel Borkman, Hanna i Gerhart Hauptmanns Fuhrmann Henschel och fru Wolff i Hauptmanns Bäverpälsen.